# Vinland

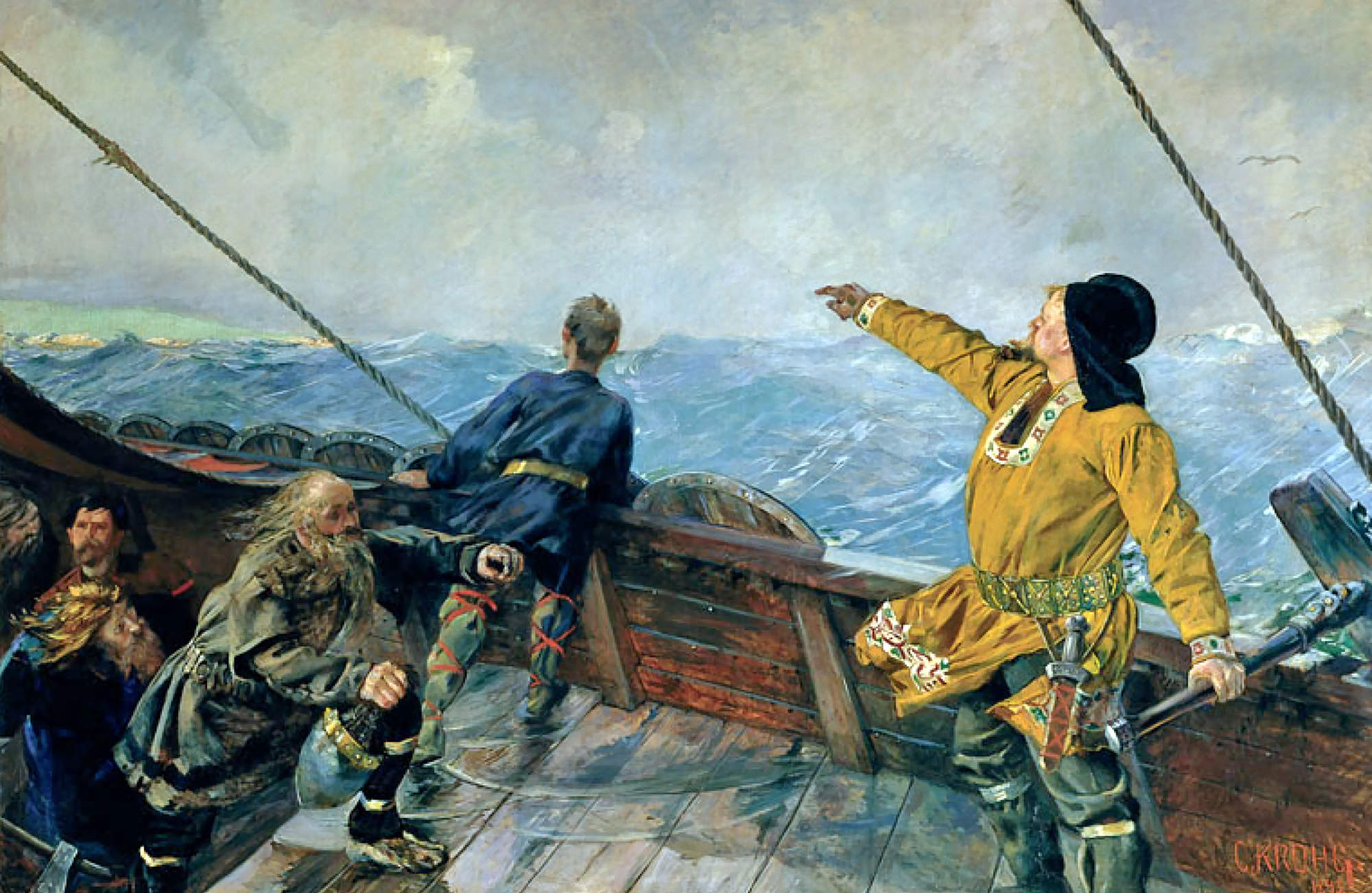
Leiv Eriksson oppdager Amerika ("Leif Erikson khám phá ra châu Mỹ") của Christian Krogh (1893)

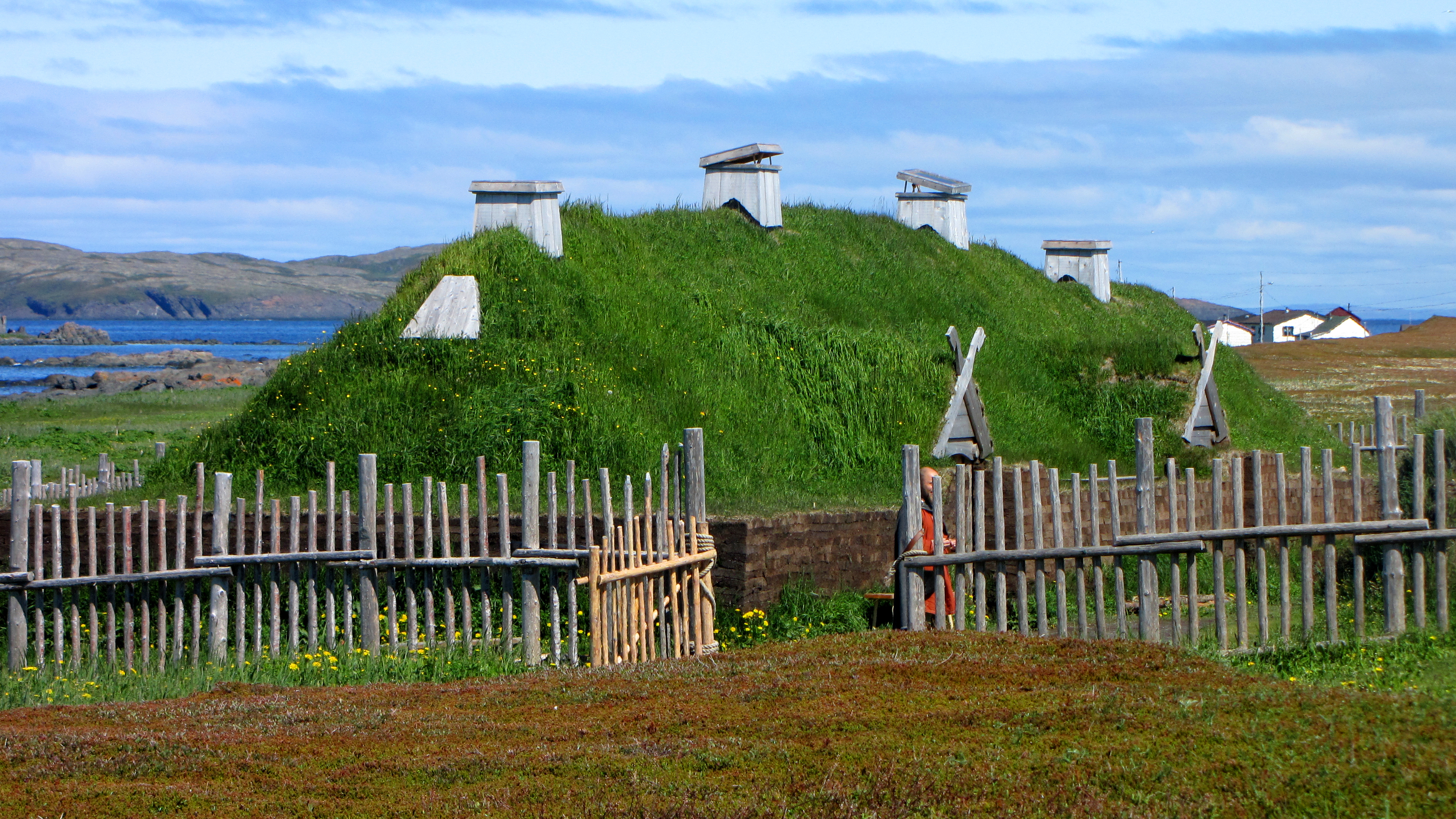
Nhà dài Bắc Âu tái dựng, khu lịch sử quốc gia L’Anse aux Meadows tại Newfoundland và Labrador, Canada

Vinland, Vineland hay Winland (tiếng Bắc Âu cổ: Vínland) là tên của khu vực duyên hải Bắc Mỹ được khám phá bởi người Viking Bắc Âu, mà Leif Erikson đặt chân đến lần đầu vào năm 1000, khoảng năm thế kỷ trước những chuyến du hành của Cristoforo Colombo và John Cabot. Vinland là phần Bắc Mỹ mà người Viking đã đến, được cho là gồm Newfoundland và vịnh Saint Lawrence, và còn xa về miền đông bắc đến New Brunswick.
Năm 1960, bằng chứng khảo cổ về một điểm định cư người Bắc Âu tại Bắc Mỹ (ngoài Greenland) được phát hiện tại L'Anse aux Meadows ở mạn bắc của đảo Newfoundland. Trước khi có bằng chứng khảo cổ này, Vinland chỉ được biết đến trong những saga tiếng Bắc Âu cổ và sử liệu thời Trung Cổ. Khám phá năm 1960 đã chứng minh được sự khai phá Bắc Mỹ thời tiền Colombo của người Norse. L'Anse aux Meadows có thể tương ứng với Straumfjörð được nhắc đến trong Eiríks saga rauða (Saga của Erik Đỏ).